# 세베루스 스네이프

## 소개
해리 포터 시리즈 중 첫 번째 시리즈 마법사의 돌에서 해리가 호그와트에 입학할 때 마법의 약 교수 겸 슬리데린 사감으로 등장하였다. 자기 기숙사 이외의 다른 기숙사에 대해 매우 혐오적이고 차갑게 대하며 툭하면 그리핀도르의 점수를 깎아 학생들의 불만을 사기도 했고, 특히나 다소 부족한 학생이였던 네빌 롱바텀에 대해서는 옹호의 여지가 없을 정도로 매우 심각하게 괴롭혔다. 해리에 대한 개인적인 증오를 보이기도 했다.
해리가 6학년이 될 때에 마법의 약 교수로 호레이스 슬러그혼이 들어오고 그는 어둠의 마법 방어술 교수가 된다. 볼드모트가 돌아온 이후 덤블도어 교수의 편을 들면서 불사조 기사단의 일원으로 활동하다가 볼드모트의 책략으로 드레이코 말포이 대신 덤블도어 교수를 살해하기도 하며 덤블도어가 죽은 뒤, 학생들을 비밀리에 안전하게 보호하기 위해 호그와트의 교장으로 재임하다 마지막 전투가 일어나기 전, 그를 적으로 오해하는 호그와트 교수들의 공격을 받고 스스로 교장의 지위를 포기한다. (때문에 그가 죽은 후에도 교장실에는 세베루스 스네이프의 초상화가 걸리지 않았다. 훗날 해리 포터가 그의 행적에 대해 진술하면서 뒤늦게 그의 초상화가 호그와트 교장실에 걸리게 된다.) 하지만, 릴리 포터를 사랑했던 그는 죽음을 먹는 자에서 불사조 기사단으로 전향하고, 여전히 릴리를 사랑하며 자신의 주변 사람들이 더 이상 죽어나가는 것을 막기 위해 해리에게 볼드모트를 물리치는 결정적인 방법을 가르쳐 주었고, 결국 자신이 볼드모트의 뱀 내기니에게 살해당할 때 해리에게 자신의 모든 기억을 넘겨주고 덤블도어가 이 모든 일을 스네이프와 함께 짰던 것이라는 진상이 밝혀진다. 세베루스가 해리를 싫어하게 된 까닭은 학창시절의 기억 때문이었는데, 해리의 아버지가 그를 툭하면 괴롭히고 자신이 좋아하던 아이 앞에서 망신을 준 것 때문이다.
또, 여러 마법 주문을 만들었다.(섹튬셈프라,레비코푸스,리베라코푸스,랭록 등) 
순애남이다.

## 상세
스네이프는 한 빈민촌에서 태어나 머글 아버지에게 학대당하며 불우한 가정환경 속에서 자랐다. 그의 별명인 혼혈왕자는 자신이 혼혈이라는 것과 어머니의 성인 프린스를 합친 것이다. 호그와트 입학 전부터 릴리 에반스와 친구였으며(물론 그녀의 언니인 피튜니아 에반스는 싫어했고) 마법 세계에 대해 많은 이야기를 나누었다.
스네이프는 호그와트 슬리데린 기숙사를 배정받고 학교생활을 시작한다. 어둠의 마법에 천부적 재능을 지녔지만 주변인들과 잘 어울리지 못했고 후에 슬리데린의 깡패들과 어울린다. 그래도 릴리는 그런 스네이프를 끈질기게 감싸주었지만, 이들의 우정은 그리 오래가지 못했다. 호그와트 열차에서 만날 때부터 사이가 좋지 않았던 제임스 포터와 시리우스 블랙 등이 자신의 친구들과 행한 괴롭힘에 스네이프는 점점 더욱 음울한 성격이 되어가며 이것이 제임스와 해리를 증오하는 원인이 되었다.
릴리는 그가 괴롭힘에 얼마나 힘들어 했는지 이해하지 못하고 있었고 동시에 스네이프는 릴리를 짝사랑하고 있었다. 게다가 제임스에 대한 증오는 점점 커져갔고 이 둘의 사이는 점점 씻을 수 없는 증오를 가진 원수 관계로 변하게 된다. 어느날 제임스와 친구들은 스네이프를 그 어느때보다 심하게 괴롭히고 릴리가 도와주려 하지만, 굴욕감에 자존심이 상한 스네이프는 머글 태생인 릴리를 잡종이라고 부른다. 이 사건을 계기로 그와 릴리의 관계는 완전히 단절되었다. 그러나 릴리는 스네이프가 자신을 사랑한다는 것을 알지 못했고, 제임스가 7학년 때부터 릴리의 앞에서는 철이 든 모습을 보이기 시작하자 연인이 되고 곧 결혼한다.
그 후 볼드모트의 추종 단체인 "죽음을 먹는 자"에 합류했을 때 자신을 물리칠 마법사가 태어난다는 예언을 듣고 볼드모트에게 이를 전달한다. 그러나 후에 그 예언에 해당하는 아이가 릴리의 아들임을 알고 덤블도어에게도 정보를 전해 주어 포터 가족을 피하도록 한다. 그럼에도 불구하고 릴리가 죽은 후 분노하여 '죽음을 먹는 자'의 스파이로 불사조 기사단에 가입하고 호그와트의 마법의 약 교사로 활동하게 된다. 제임스를 닮은 해리 포터를 싫어하지만 그의 눈만은 릴리와 너무 닮았고 사랑하는 릴리가 그녀 자신을 희생하면서까지 살리려 한 아이이기 때문에 끝까지 보호해 준다.
또한 릴리를 매우 사랑했다. 때문에 그의 패트로누스 또한 릴리 포터와 같은 암사슴이다. 이는 한 사람이 다른 사람을 너무 사랑하면 짝이 아닌 같은 패트로누스가 된다고 알려져 있다.
학창시절 때는 루시우스 말포이와 친구였으며, 볼드모트에 의해 스네이프가 죽자 루시우스 말포이는 볼드모트와 멀어지게 된다.